# Canon PowerShot G
Canon PowerShot G désigne une série d'appareils photo numériques compacts produite par Canon. La série G est le haut de gamme des compacts Canon visant des photographes avertis désirant plus de flexibilité qu'avec un appareil entièrement automatique sans avoir l'encombrement d'un appareil reflex.
La série G offre des spécificités telles qu'un accumulateur lithium-ion, le contrôle manuel de l'exposition, un écran LCD articulé (les G7, G9, G10, G15 et G16 ont un écran fixe), l'enregistrement au format RAW (tous les modèles sauf le G7), un objectif avec une ouverture maximale plus importante que les autres modèles PowerShot, une commande à distance (sauf le G11) et un traitement d'image plus rapide. Tous les modèles possèdent une griffe (sauf les G7 X et G9 X) pour installer un flash externe, dont ceux de la gamme Canon EX. Les plus récents modèles de la série ont des capteurs plus grands que les appareils précédents (G1 X, G1 X Mark II, G7 X).

## Caractéristiques principales

### G1 à G6
Les caractéristiques communes des premiers modèles de la série G sont les suivantes :
- Objectif ouvert (nombre F minimum de 2.0).
- Écran LCD articulé, ainsi qu'un petit écran de contrôle sur le haut de l'appareil.
- Enregistrement au format RAW.
- Capteur CCD 1/1.8″
- Sélection manuelle de l'ouverture et de la vitesse.
- Balance des blancs réglable.
- Flash incorporé.
- Sabot pour un flash externe.
- Connectivité USB.
- Stockage au format Compact Flash.
- Possibilité d'installer des compléments optiques (grand-angle et télé-objectif).
- Accès aux modes de prises de vue Canon EOS propriétaires, permettant au photographe de sélectionner différents réglages d'exposition selon le type de sujet.
- Télécommande infrarouge.
- Filtre à densité neutre intégré à partir du modèle G3.
- Batterie lithium-ion.

Pour des raisons culturelles, le numéro de produit G4 a été ignoré. Le mot japonais pour quatre se prononce de la même manière que si en chinois mandarin et shi en japonais ; dans les deux langues, c'est l'homonyme du mot mort.

### G7 à G12

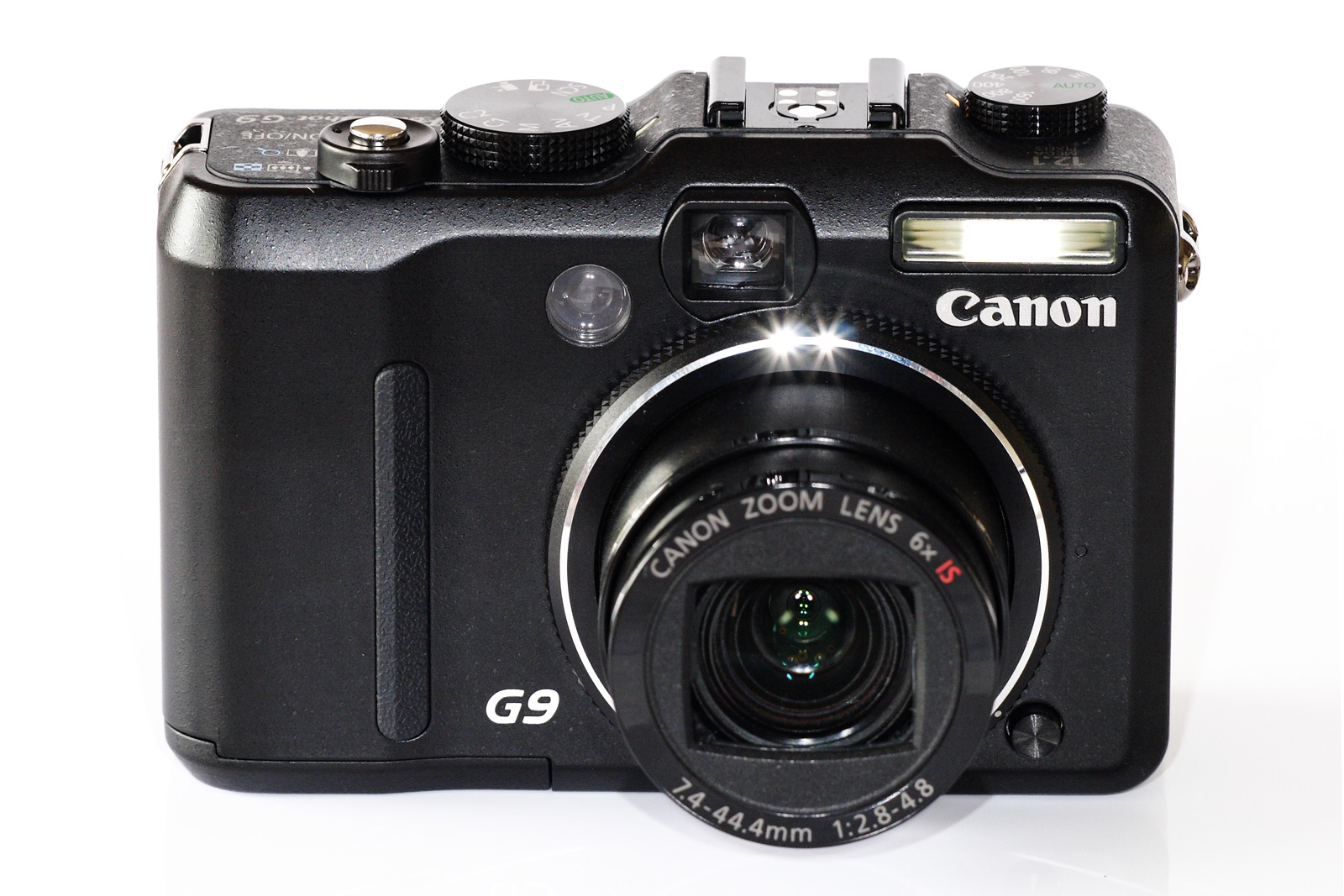
Canon Powershot G9

Le modèle G7 marqua un changement majeur dans la série G. Les modèles précédents de la série G possédaient un objectif lumineux, l'enregistrement au format RAW et un écran LCD articulé. Toutes ces caractéristiques étaient considérées comme des traits marquants de la série G, mais elles furent supprimées ou modifiées sur le G7. Les principaux changements furent :
- Introduction d'un objectif de nombre F minimal de 2.8, comparé à 2.0 sur les modèles précédents de la série G. Bien que moins lumineux, cet objectif apporta des améliorations telles que la stabilisation d'images optique, une plage de zoom plus importante (6×) et un mode macro utilisable jusqu'à 1 cm. L'objectif pouvait se rétracter complètement dans le boîtier.
- Passage à un écran LCD fixe plutôt qu'à un modèle articulé. L'écran LCD était plus grand (2.5″ contre 2.0″ sur le G6) et le nombre de pixels accru de 75 %. L'écran LCD articulé fut rétabli sur le G11, puis de nouveau retiré sur le G15.
- Suppression du format RAW sur le G7, rétabli ensuite sur les G9–G15.
- Suppression de la télécommande infrarouge.
- Passage du stockage du format CompactFlash au format SDHC.
- Boîtier noir principalement métallique.
- Le G12 peut enregistrer des vidéos au format 720p HD.

Plusieurs de ces changements permirent au G7 d'être significativement plus mince que les modèles précédents de la série G (l'épaisseur du G7 est de 4,25 cm et celle du G6 de 7,3 cm), le rendant moins encombrant.
Le retrait par Canon du format RAW fut sévèrement critiqué. DPReview exprima son désaccord sur sa suppression, tandis que Luminous Landscape conclut que le retrait de ce format demandait au photographe de faire plusieurs choix techniques lors de la prise de vue au lieu de les faire lors du post-traitement. Le format RAW peut être rétabli sur le G7 à l'aide d'un utilitaire libre.
Le G9 est sorti en 2007. Parmi ses caractéristiques, on notera le retour du format RAW, un écran LCD plus grand (3") et un capteur 1/1.7″ au lieu du capteur 1/1.8″ utilisé sur les modèles précédents.
Le G11, sorti en 2009, réintroduisit l'écran LCD articulé (2.8″). Il possédait également un capteur de plus faible définition que son prédécesseur, le G10, car le nouveau capteur CCD privilégiait les performances en basse lumière à la définition.

### G1 X
Le G1 X introduit en février 2012 se démarque fortement de la série G traditionnelle car il possède un capteur beaucoup plus grand et est le premier modèle équipé d'un capteur CMOS. Le capteur du G1 X mesure 18,7 x 14,0 mm (1.5"), soit 16 % de plus que celui du système Micro Four Thirds (MFT) et 20 % de moins que le capteur APS-C Canon (22,3 x 14,9 mm). Le G1 X est également particulier car il ne remplace pas l'ancien G12 mais introduit pour la première fois un modèle parallèle dans la série G. Cette tendance s'est poursuivie avec l'introduction de cinq modèles parallèles depuis 2015. L'appareil est aussi plus gros et plus lourd que les autres appareils de la série G, et l'amplitude du zoom en équivalent 35 mm est seulement 28-112 mm (4x). Avec une ouverture maximale variant entre f/2.8-5.8 selon la focale du zoom et avec un capteur plus petit que celui de l'APS-C Canon, le boîtier G1 X et son zoom peuvent être comparés aux reflex APS-C utilisant l'objectif Canon EF-S 18-55mm f/3.5-5.6 IS II (équivalent 29-88 mm) fourni en kit : le G1 X est un peu plus rapide (ouverture maximale plus grande) en grand angle et comparable au-delà, mais avec un facteur de zoom plus important (x4 au lieu de x3).
Sorti début 2014, le G1 X Mark II a un capteur CMOS de 1,5" comme son prédécesseur, de 13,1 Mégapixels (au format 4:3), un objectif 24-120 mm (5x) f/2-3.9 relativement ouvert, donnant une profondeur de champ plus faible à l'ouverture maximale et des images nettes même en basse lumière et un processeur DIGIC 6 capable de prendre des vidéos 1080/60p au format MP4. L'appareil ne possède pas de viseur interne mais peut recevoir une viseur électronique externe. Il n'a pas d'entrée micro ni de prise casque,. Bien que le capteur du G1 X Mark II soit plus grand qu'un capteur MFT, la note globale du capteur (Sensor Overall Score) calculée par DxO Labs est seulement de 58 points, tandis que le MFT Olympus OM-D E-M10 obtient 72 points et le MFT Panasonic Lumix DMC-GM1 66 points.
En octobre 2017, Canon a introduit le troisième modèle de la série G1 X : le Canon PowerShot G1 X Mark III. Le capteur 1.5" est remplacé par un capteur APS-C de 24 mégapixels utilisé sur plusieurs appareils reflex et hybrides Canon EOS. Les dimensions et le poids de l'appareil ont été également fortement réduits, car il pèse seulement 399 grammes. Pour diminuer les dimensions, l'étendue du zoom a été réduite à 15–45 mm (24–72 mm en équivalent 35 mm) et l'ouverture maximale a été réduite de f/2.0-3.9 à f/2.8-5.6. Le Mark III possède également un viseur électronique et un aspect extérieur de type reflex très similaire à celui du G5 X. C'est aussi le premier appareil de la gamme PowerShot (à l'exception de la série D étanche) à posséder des joints d'étanchéité.

### G15 et G16
Le G15 introduit en septembre 2012 est le successeur du G12 en tant que modèle bon marché de la série G. Il marqua le retour à un objectif plus ouvert que sur les plus anciens appareils de la série G. Quelques caractéristiques du G15 :
- zoom ayant une ouverture maximale de 1,8 côté grand angle et de 2,8 côté télé-objectif, alors que le G12 avait une ouverture maximale de 2,8 côté grand angle,
- capteur CMOS 1/1.7" de 12 Mégapixels,
- écran arrière fixe 3" de 922 000 points,
- flash extractible sur le dessus de l'appareil.

À cause de son capteur beaucoup plus grand, le G1 X reste le modèle le plus haut de gamme bien que G15 ait une ouverture maximale plus grande.
Le G16 sorti en août 2013 présente quelques améliorations mineures par rapport au G15 et notamment :
- traitement d'image plus rapide grâce à l'utilisation d'un processeur DIGIC 6
- vidéo HD à 60 im./s
- Wi-Fi intégré

Il s'agit du dernier modèle de la série G équipé d'un petit capteur et d'un viseur optique.

### G7 X
Avec le G7 X sorti en septembre 2014, Canon ajouta son propre modèle au marché des appareils compacts à grand capteur. Le G7X est le premier modèle de compact Canon à capteur 1", avec une définition de 20,2 Mégapixels et le processeur d'images DIGIC 6. Malgré cela, l'appareil reste assez petit pour tenir dans la poche comme son concurrent principal, le Sony RX100. Il possède un zoom 4.2x (24-100 mm au format 35 mm), a une ouverture maximale de f/1.8-f/2.8, une sensibilité ISO maximale de 12800, filme en vidéo Full HD, un autofocus en 31 points et est connecté en Wi-Fi/NFC. Il hérite de beaucoup de caractéristiques des appareils précédents de la série G, dont le G1X Mark II. Il s'agit du premier appareil de la série G à ne pas avoir de sabot pour le montage de flashs externes.
En 2016, Canon a annoncé le Canon PowerShot G7 X Mark II qui succède au G7 X. Il conserve le même capteur et le même objectif que son prédécesseur. L'amélioration principale est le nouveau processeur DIGIC 7. En fait, le G7 X Mark II est le premier appareil Canon utilisant ce processeur. Cette nouvelle puce permet d'améliorer la réponse de l'autofocus, le suivi des objets, la réduction du bruit numérique et une augmentation de la vitesse en mode rafale. D'autres améliorations concernent l'écran qui peut désormais s'incliner vers le haut et vers le bas, une nouvelle poignée, un flash inclinable, le fonctionnement automatique du filtre à densité neutre, la charge de la batterie par la prise USB et un nouveau mode time-lapse.
En août 2019, Canon a sorti le G7 X Mark III équipé du processeur DIGIC 8 permettant d'enregistrer des vidéos 4K/UHD à 30 im/s et 1080p à 120 im./s. Les autres caractéristiques sont inchangées.

### G3 X
Le G3 X est le modèle superzoom de la série G, sorti en juin 2015. Il offre un zoom 25x (25–600 mm au format 35 mm) avec une ouverture maximale f/2.8-5.6. Il offre une alternative aux appareils de la série Canon Powershot SX avec une bien meilleure qualité d'image. À cause de son objectif, l'appareil est beaucoup plus gros que les autres appareils de la série G : il pèse 739 grammes. En option, il peut être équipé d'un viseur électronique.

### G5 X et G9 X
À l'automne 2015, Canon a introduit les successeurs de ses anciens appareils G16 et S120, appelés respectivement G5 X et G9 X. Ces deux modèles possèdent un capteur 1" au lieu de l'ancien 1/1.7". Le G5 X est essentiellement un G7 X avec un viseur électronique intégré, alors que le G16 avait un viseur optique. Le G5 X a aussi l'aspect extérieur d'un reflex avec un viseur électronique situé au centre au lieu de l'aspect "compact" du G16 (viseur optique latéral).
Le G9 X est similaire en taille au S120 qu'il remplace. L'adoption d'un plus grand capteur a nécessité la réduction de la plage du zoom qui passe de 5x à 3x, soit 24 – 120 mm à 28 – 84 mm. À la suite de l'introduction du G9 X, la série S a été abandonnée et tous les modèles haut de gamme sont dans la série G. Cela signifie également l'abandon des capteurs 1/1,7" (diagonale de 9,5 mm) dans les appareils Canon, tous les modèles haut de gamme ayant un capteur d'au moins 1" (diagonale de 16 mm) et les autres modèles un capteur 1/2.3" (diagonale de 7,7 mm).
En janvier 2017, Canon a sorti le G9 X Mark II équipé du nouveau processeur DIGIC 7, avec un fonctionnement plus rapide et des améliorations telles que le traitement intégré des images RAW. Les autres caractéristiques sont inchangées.
En août 2019, est sorti le G5 X Mark II (un G7 X Mark III avec un viseur électronique) équipé du processeur DIGIC 8 permettant d'enregistrer des vidéos 4K/UHD à 30 im/s et 1080p à 120 im./s. Les autres caractéristiques sont inchangées.